# Un parell de seductors
|  | Aquest article tracta sobre la pel·lícula Dirty Rotten Scoundrels. Si cerqueu el musical, vegeu «Dirty Rotten Scoundrels». |

Un parell de seductors (títol original: Dirty Rotten Scoundrels) és una pel·lícula estatunidenca dirigida per Frank Oz, estrenada l'any 1988. Ha estat doblada al català.

## Argument
Freddy Benson, petit estafador que viu de plomar dones crèdules, arriba a Beaumont-sur-Mer a la Costa d'Azur. Lawrence Jamison, un lladregot de més envergadura que prefereix agafar només víctimes que siguin dones amb fortuna i que opera igualment en la petita ciutat, no veu de bon ull l'arribada d'aquest competidor. Per treure's de sobre Freddy, Lawrence decideix ensenyar-li els rudiments de l'ofici abans de llançar-li una aposta: el primer que arribi a extorquir cinquanta mil dòlars a Janet Colgate, una dona acabada d'arribar, podrà quedar-se i el perdedor haurà d'abandonar la ciutat.
Freddy es fa passar per discapacitat que ha perdut el moviment de les seves cames per una raó psicològica. Lawrence es fa passar pel metge capaç de cuidar-lo, i els honoraris del qual s'eleven a cinquanta mil dòlars. Janet és pressionada per  acceptar pagar. Durant l'estafa, Lawrence s'adona que Janet està en realitat arruinad, i que ha venut els seus béns per acumular la suma. Freddy i Lawrence decideixen llavors de no més fer-li pagar, i l'aposta queda modificat per la capacitat de Freddy de tenir una relació sexual amb Janet.

## Repartiment
- Michael Caine: Lawrence Jamieson
- Steve Martin: Freddy Benson
- Glenne Headly: Janet Colgate
- Anton Rodgers: l'inspector André
- Barbara Harris: Fanny Eubanks
- Ian McDiarmid: Arthur

## Remake
Metro-Goldwyn-Mayer va produir un remake del film amb Rebel Wilson, Anne Hathaway i Alex Sharp, titulat The Hustle. Va ser estrenat el 10 de maig de 2019.

## Al voltant de la pel·lícula
- Un parell de seductors és el remake de la pel·lícula Bedtime Story, dirigida l'any 1964 amb Marlon Brando i David Niven.
- Existeix igualment una comèdia musical a Broadway que s'inspira directament de la pel·lícula.

## Nominacions
- Nominació als Globus d'Or en la categoria : Globus d'Or al millor actor musical o còmic.